# یوآو روخاس
یوآو روخاس (انگلیسی: Joao Rojas؛ زادهٔ ۱۴ ژوئن ۱۹۸۹) یک بازیکن فوتبال اهل اکوادور است.
وی همچنین در تیم ملی فوتبال اکوادور بازی کرده‌است.